# Leicy Santos
Leicy Maria Santos Herrera (Santa Cruz de Lorica, 16 de maio de 1996) é uma futebolista profissional colombiana que atua como meia.

## Carreira
Leicy Santos fez parte do elenco da Seleção Colombiana de Futebol Feminino, nas Olimpíadas de 2016.